# (14244) Labnow
(14244) Labnow es un asteroide perteneciente al cinturón de asteroides, descubierto el 3 de enero de 2000 por el equipo del Lincoln Near-Earth Asteroid Research desde el Laboratorio Lincoln, Socorro, Nuevo México.

## Designación y nombre
Designado provisionalmente como  2000 AT29. Fue nombrado en honor a Troy Labnow por ser el mentor de un finalista en el Desafío de Jóvenes Científicos Discovery 2001 (DYSC), una competencia de ciencias para escuelas secundarias. Labnow es profesor en la escuela secundaria Medea Creek en Agoura, California.

## Características orbitales
Labnow está situado a una distancia media del Sol de 2,673 ua, pudiendo alejarse hasta 2,829 ua y acercarse hasta 2,517 ua. Su excentricidad es 0,058 y la inclinación orbital 4,462 grados. Emplea 1596,07 días en completar una órbita alrededor del Sol.

## Características físicas
La magnitud absoluta de Labnow es 14,89. Tiene 3,479 km de diámetro y su albedo se estima en 0,211.